# Lotnictwo ludowego Wojska Polskiego
Lotnictwo ludowego Wojska Polskiego (in italiano: Aviazione dell'Esercito Popolare di Polonia) è stata dal 1943 al 1990 l'aeronautica militare della Repubblica Popolare di Polonia e parte integrante del Sił Zbrojnych Polskiej Rzeczypospolitej Ludowej (in polacco: Ludowe Wojsko Polskie LWP). Fu disciolta nel 1990 con la nascita della attuale repubblica polacca, sostituita dalle Siły Powietrzne RP.

## Aeromobili ed elicotteri

### Aerei da combattimento
| Aeromobile                      | Origine                         | Tipo                                                         | Versioni                                                                            | In servizio                                                                               | Tot. in servizio           | Note | Immagine |  |
| Periodo seconda guerra mondiale |                                 |                                                              |                                                                                     |                                                                                           |                            | |          |  |
| Bristol Beaufighter             | Regno Unito                     | Aereo da caccia                                              |                                                                                     | 1941-1945                                                                                 | ?                          | Utilizzato dallo squadrone n.307 |          |  |
| Supermarine Spitfire            | Regno Unito                     | Aereo da caccia                                              |                                                                                     | 1941-1946                                                                                 | ?                          | Utilizzato negli squadroni: n.302, 303 (im. Tadeusza Kościuszko), 306, 308, 309, 315, 316, 317 e 318                                      |          |  |
| North American P-51 Mustang     | Stati Uniti                     | Aereo da caccia                                              | Mk. I Mk. III Mk. IV Mk. IVA                                                        | 1943-1946                                                                                 | 120                        | Utilizzato negli squadroni: n.302, 303 (im. Tadeusza Kościuszko) e 316                                                                    |          |  |
| Periodo Guerra Fredda           |                                 |                                                              |                                                                                     |                                                                                           |                            | |          |  |
| Bell P-39 Airacobra             | Stati Uniti                     | Aereo da caccia                                              |                                                                                     | 1945                                                                                      | 1                          | |          |  |
| Yakovlev Yak-1                  | Unione Sovietica                | Aereo da caccia                                              | Yak-1B                                                                              | 1943–1946                                                                                 | 70                         | |          |  |
| Yakovlev Yak-3                  | Unione Sovietica                | Aereo da caccia                                              |                                                                                     | 1944–1945                                                                                 | 25                         | |          |  |
| Yakovlev Yak-9                  | Unione Sovietica                | Aereo da caccia                                              | Yak-9 Yak-9M Yak-9T Yak-9W Yak-9U Yak-9P                                            | 1944 1944–1951 1945–1953 1945–1947 1947–1953                                              | 1 72 24 58 19 123          | |          |  |
| Ilyushin Il-2                   | Unione Sovietica                | Aereo d'attacco al suolo                                     | Il-2M M3 UIl-2                                                                      | 1944–1949                                                                                 | 200+                       | |          |  |
| Ilyushin Il-10                  | Unione Sovietica Cecoslovacchia | Aereo d'attacco al suolo                                     | Il-10 UIl-10 B-33                                                                   | 1949–1959 1954–1961                                                                       | 96 24 281                  | |          |  |
| Yakovlev Yak-17                 | Unione Sovietica                | Aereo da caccia                                              | Yak-17 Yak-17UTI                                                                    | 1950–1955                                                                                 | 3 11                       | |          |  |
| Yakovlev Yak-23                 | Unione Sovietica                | Aereo da caccia                                              | Yak-23                                                                              | 1950–1956                                                                                 | 103                        | |          |  |
| Mikoyan-Gurevich MiG-15         | Unione Sovietica Cecoslovacchia | Aereo da caccia Aereo da addestramento                       | Mig-15 MiG-15bis S-102 MiG-15UTI CS-102                                             | 1951–? 1953–? 1951–? 1955–?                                                               | 60 36 60 19 96             | |          |  |
| PZL-Mielec Lim-1/2              | Polonia                         | Aereo da caccia                                              | Lim-1 Lim-2                                                                         | 1952-? 1954-?                                                                             | 227 496                    | |          |  |
| Mikoyan-Gurevich MiG-17         | Unione Sovietica                | Caccia intercettore                                          | MiG-17PF                                                                            | 1955–1965                                                                                 | 12                         | |          |  |
| PZL-Mielec Lim-5/6              | Polonia                         | Aereo da caccia Caccia intercettore Aereo d'attacco al suolo | Lim-5 Lim-5P Lim-5M Lim-6bis                                                        | 1956–1996 1959–1984 1960–1966 1965–1992                                                   | 382 82 60 42               | |          |  |
| Mikoyan-Gurevich MiG-19         | Unione Sovietica                | Aereo da caccia Caccia intercettore                          | MiG-19P MiG-19PM                                                                    | 1957–1974                                                                                 | 24 11                      | |          |  |
| Mikoyan-Gurevich MiG-21         | Unione Sovietica                | Aereo da caccia                                              | MiG-21F-13 MiG-21PF MiG-21PFM MiG-21R MiG-21M MiG-21MF MiG-21MF-75 MiG-21bis Totale | 1963–1971 1964–1989 1966–1995 1968–2002 1969–2002 1972–2003 1975–1999 1980–2003 1963–2003 | 25 84 132 36 100 20 72 505 | |          |  |
| Mikoyan-Gurevich MiG-21         | Unione Sovietica                | Aereo da addestramento                                       | MiG-21U MiG-21US MiG-21UM                                                           | 1965-1990 1969-1992 1971-2003                                                             | 11 12 54                   | |          |  |
| Mikoyan-Gurevich MiG-23         | Unione Sovietica                | Aereo da caccia Aereo da addestramento                       | MiG-23MF MiG-23UB                                                                   | 1979–1999                                                                                 | 36 6                       | |          |  |
| Sukhoi Su-7                     | Unione Sovietica                | Aereo d'attacco al suolo                                     | Su-7BM Su-7BKŁ Su-7U                                                                | 1964–1990 1966-1990 1969-1990                                                             | 6 31 8                     | |          |  |
| Sukhoi Su-20                    | Unione Sovietica                | Aereo da caccia Aereo da ricognizione                        | Su-20 Su-20R                                                                        | 1974–1997 1975–1997                                                                       | 18 8                       | |          |  |
| PZL-230 Skorpion                | Polonia                         | Aereo da attacco al suolo Aereo da addestramento             | PZL 230F PZL 230DT                                                                  | 1992 mai                                                                                  | 1 0                        | Mai entrato in servizio poiché il progetto fu dichiarato fallito nel 1994. Oggi esposto al pubblico presso l'aeroporto di Varsavia Babice |          |  |

### Bombardieri
| Aeromobile            | Origine          | Tipo        | Versioni            | In servizio | Tot. in servizio | Note | Immagine |
| Periodo Guerra Fredda |                  |             |                     |             |                  |      |          |
| Petlyakov Pe-2        | Unione Sovietica | Bombardiere | Pe-2FT              | 1944–1954   | 101              |      |          |
| Lisunov Li-2          | Unione Sovietica | Bombardiere | 4                   | 1944–1954   | ?                |      |          |
| Tupolev Tu-2          | Unione Sovietica | Bombardiere | Tu-2S UTu-2         | 1945–1960   | 8                |      |          |
| Ilyushin Il-28        | Unione Sovietica | Bombardiere | Il-28 Il-28U Il-28R | 1952–1986   | 72 16 15         |      |          |

### Elicotteri
| Elicottero            | Origine | Tipo | Versioni | In servizio | Tot. in servizio | Note | Immagine |
| Periodo Guerra Fredda |         |      |          |             |                  |      |          |

### Ricognitori e aerei da addestramento
| Elicottero            | Origine | Tipo | Versioni | In servizio | Tot. in servizio | Note | Immagine |
| Periodo Guerra Fredda |         |      |          |             |                  |      |          |